# Chiesa di Santa Maria Assunta e San Giacomo Maggiore (Romano di Lombardia)
La chiesa di Santa Maria Assunta e San Giacomo Maggiore è il luogo di culto cattolico di Romano di Lombardia, in provincia di Bergamo.
Nell'ambito della diocesi di Bergamo, la chiesa è sede parrocchiale facente parte del vicariato di Ghisalba-Romano. Conserva dipinti di notevole pregio artistico di Jacopo Palma il Giovane, Giovan Battista Moroni, Francesco Capella e Ponziano Loverini.

## Storia
Il paese di Romano di Lombardia si sviluppò a partire dal XII secolo e la chiesa fu edificata con il borgo, tanto da essere citata negli atti del sinodo diocesano del 1304 indetto dal vescovo Giovanni da Scanzo dove risulta fosse presente il presbiter Mandredus rappresentante la chiesa di Romano. Fu citata nel 1360 come chiesa dedicata alla Madonna e san Giacomo apostolo e inserita nel documento ordinato da Bernabò Visconti detto nota ecclesiarum che elencava i luoghi di culto e le relative rendite per stabilire i tributi da versare al clero romano e ai Visconti. Dai fascicoli risulta che la chiesa era annessa all'antica pieve di Ghisalba, con cinque beneficiari.
Il primo rifacimento della nuova chiesa vide iniziare i lavori il 3 aprile 1363, consacrata e dedicata alla Madonna Assunta e all'apostolo Giacomo Maggiore, il 7 giugno 1364. Nel mese di aprile del 1428 il consiglio deliberò la ristrutturazione del tetto, le spese della chiesa erano infatti a carico della vicinia. 
L'aumento della popolazione obbligò il consiglio comunale cittadino a valutare l'ampliamento dell'edificio, con approvazione del 12 aprile 1493, lavori che proseguirono fino al 1505 con il rifacimento e ampliamento della zona presbiteriale. Nel 1565 furono chiamati artisti per completare gli arredi e le decorazioni della cappella dedicata al Corpus Domini gestita dalla confraternita del Santissimo Sacramento, con l'invito al Moroni, ad Alessandro Belli e a Francesco Richino. Il nuovo edificio fu visitato da san Carlo Borromeo il 10 ottobre 1575. Dagli atti della visita pastorale si desume che l'aula aveva sei altari con le relative scuole e congregazioni, e che vi era anche quella della Misericordia Maggiore.

La nuova chiesa fu consacrata dal vescovo di Traù Tommaso Sperandio Corbelli, vescovo di Trau suffraganeo di Federico Cornar nel 1577. L'attigua torre delle campane risalirebbe al XII secolo, precedente alla chiesa primitiva, aveva una funzione sia religiosa che civile, e sulla sua sommità facevano i turni di guardia soldati che dovevano controllare che il territorio fosse protetto. Questi nel caso di avvistamento di nemici, dovevano suonare la campana a martello. Il campanile era in mattoni, più simile a una torre armigera, infatti, al piano terra, vi era un locale voltato che doveva ospitare i prigionieri. Negli archivi vi sono conservati i nomi di quelli che erano addetti alla guardia, e che avevano anche funzione di seppellitore pubblico, […] ad sepeliendum mortuos seu spirtor […]. Dovevano inoltre avvisare dell'arrivo di temporali […] per sonar botas et temporales[…]. Solo alla fine del Quattrocento la torre compì il solo ruolo religioso e nel 1591 fu trasformata definitivamente con l'inserimento dell'orologio e del leone dorato di San Marco, questo fu decorato da Aurelio Gatti che raffigurò il campanile anche in una tela.
La chiesa fu descritta negli atti della visita pastorale di san Carlo Borromeo. L'edificio aveva una semplice facciata a capanna, ed era ben tenuta decens et honorifica. Sei altari erano intitolati al Santissimo Sacramento con le reliquie di santa Maria Maddalena, dei santi Cosma e Damiano dove vi era il consorzio pio della Misericordia, il fonte battesimale con l'altare di san Bernardino, quello della Santissima Trinità con il giuspatronato della famiglia De Rondis, quello della Maria Maddalena e di san Marco evangelista dedicato poi a san Carlo.
Agli inizi del Seicento fu posto il nuovo fonte battesimale, opera scultorea di Costatino Belli della Costa, in una cappella esterna alla chiesa, con il ciborio realizzato da Antonio Caniana. e il nuovo portale dal picapietra di Gorlago Mattheo Cotta.

Il vescovo Giovanni Emo riconsacrò la chiesa con la medesima dedicazione il 29 aprile 1618 dopo il grave fatto di sangue che era accaduto al suo interno.
Nel 1709 i sindaci della fabbriceria decisero per la costruzione di un nuovo coro e iniziò la raccolta dei fondi necessari, e fu incaricato del nuovo progetto Gio Batta Caniana approvato nel 1713. I disegni sono conservati presso il museo fantoniano di Rovetta dal quale si deduce che l'antica chiesa aveva misure leggermente inferiori a quella nuova, durante la costruzione, fu richiesto un ulteriore progetto sempre al Caniana nel 1730, con il capo mastro Giuseppe Mozzi al quale era stata chiesta la modifica delle pareti laterali. La documentazione dei lavori è conservata presso l'archivio parrocchiale. Il costo fu sicuramente importante tanto che il 27 marzo 1726 il consiglio comunale autorizzò la questua tra i paesani per reperire i fondi necessari. Nel 1735 la costruzione era a buon punto e già definita sontuosa. Nel 1731 per la posa del tetto fu richiesta l'autorizzazione del taglio del bosco di proprietà con consorzio della Misericordia. 
Il 2 novembre 1732 il vescovo Antonio Redetti con decreto elevò la chiesa con il titolo di prepositurale. Con la costruzione del nuovo altare realizzato dal marmista Pietro Giacomo d'Albino su disegno di Giacomo Quarenghi, Andrea e Gian Giacomo Manni nel 1778, ebbe una nuova consacrazione dal vescovo Giovanni Paolo Dolfin. Le statue sulla facciata furono poste nel 1783 ad opera dello scultore Antonio Gelpi. La nuova chiesa ebbe ulteriori ammodernamenti che interessarono progetti anche di Francesco Caniana per la realizzazione del coro, e Simone Elia per quella delle bussole d'ingresso. La balaustra del presbiterio fu realizzata nel 1808.
Con decreto del 27 maggio 1979, la chiesa è inserita nel vicariato di Ghisalba-Romano.. Nel Novecento la chiesa ebbe un restauro ad opera di Elia Fornoni.

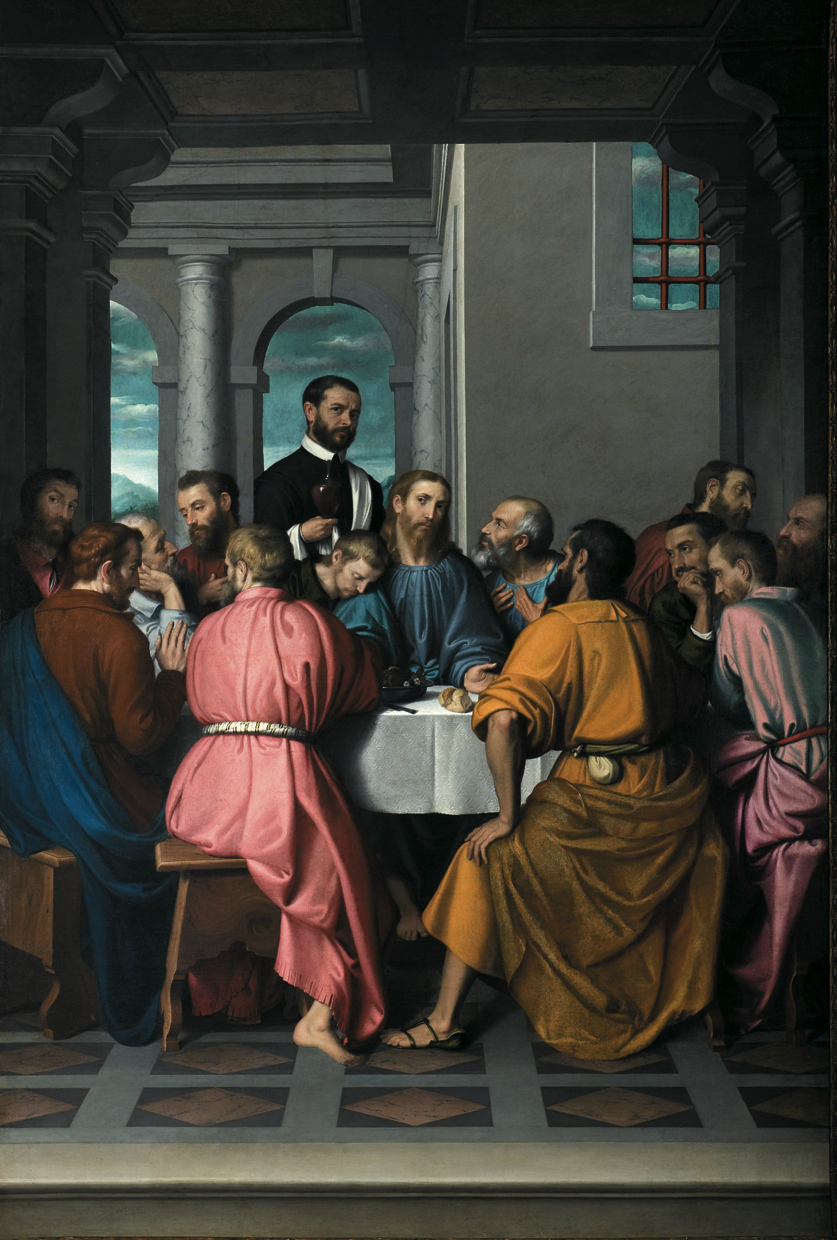
Giovan Battista Moroni - Ultima cena

## Descrizione

### Esterno

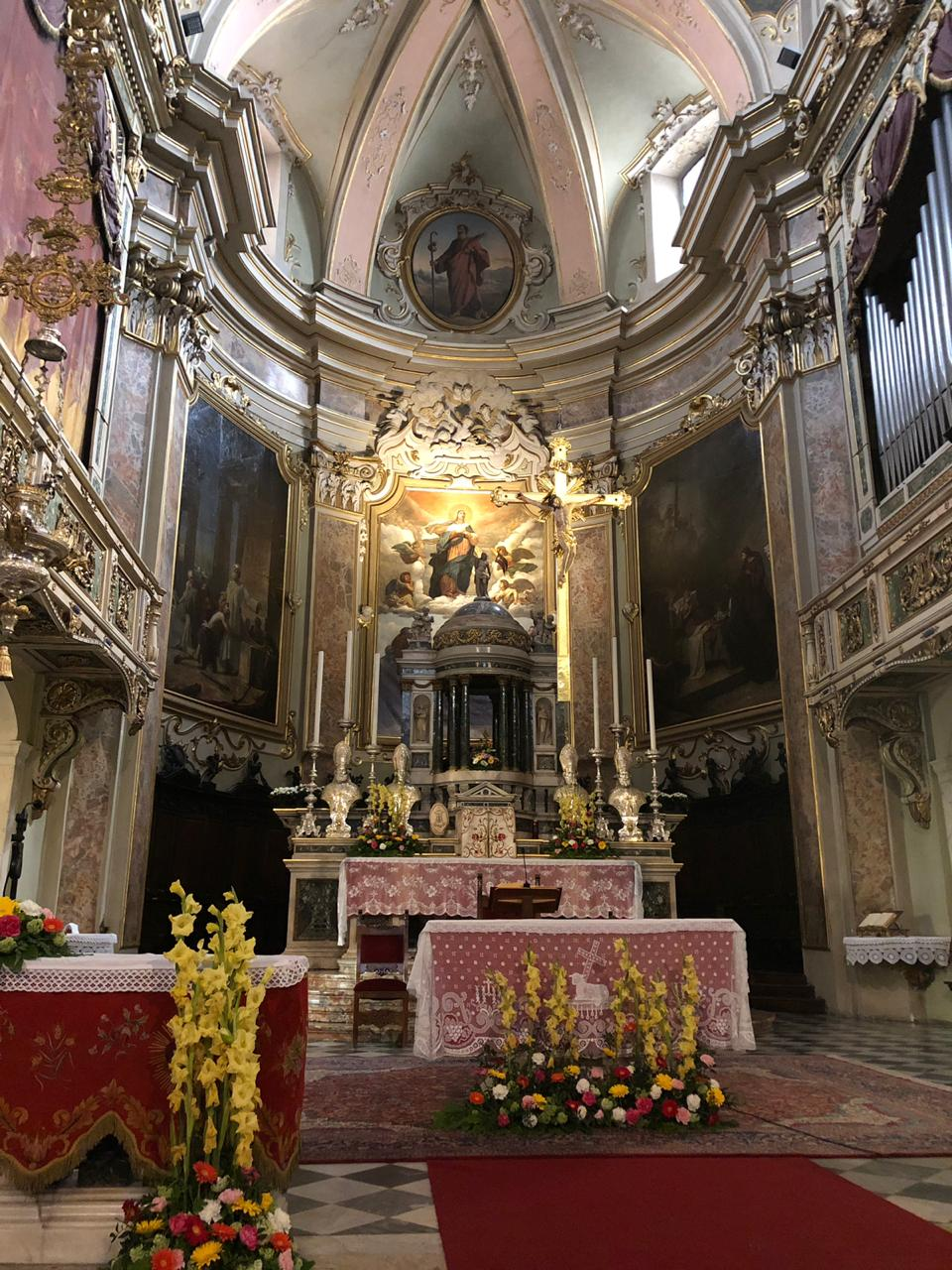
L'altare maggiore della chiesa della bottega dei Manni su disegno di Giacomo Quarenghi

Il grande complesso ecclesiale posto a est di piazza Grande si sviluppa su tre chiese e vari altri locali che sono sagrestie, sedi d'incontri un tempo delle varie confraternite nonché le canoniche e le abitazioni del personale addetto alla cura delle chiese, e ben cinque campanili. L'edificio ricostruito nel 1774 mostra un prospetto con doppio campanile, ed è preceduto dal sagrato con la pavimentazione in beole e marmo di Zandobbio.

La facciata si sviluppa su tre ordini, e culmina con i due campanili laterali, e centralmente è suddivisa in tre parti da lesene a doppie colonne. L'ordine inferiore divisa in cinque sezioni da lesene e controlesene culminanti con capitelli dorici terminanti con una trabeazione. Centrale l'ingresso principale con timpano triangolare e lateralmente poste in due nicchie le statue di san Giacomo e sant'Antonio. L'ordine superiore mantiene le medesime caratteristiche con lesene che hanno però capitelli di carattere ionico che sorreggono la cornice marcapiano, e nelle due nicchie le statue di san Defendente e san Bernardo. Centrale la grande finestra che da luce all'aula. Tutte le aperture hanno contorni in marmo di Zandobbio.La facciata termina con la balaustra dove sono poste la statua della Madonna centrale e laterale quelle degli angeli.

### Interno
L'aula a navata unica a pianta rettangolare, con abside semicircolare, è completa di nove altari e due sagrestie che la collegano con l'aula della chiesa di San Defendente.

L'interno conserva opere di rilievo: il dipinto Madonna del Suffragio opera di Francesco Capella del 1762, la Madonna Immacolata lavoro di Jacopo Palma il Giovane, l’Annunciazione e San Biagio e san Giuseppe di Mauro Picenardi e l'Ultima Cena dell'albinese Giovan Battista Moroni, la Santissima Trinità di Coriolano Malagavazzo Di Ponziano Loverini sono gli affreschi della volta che raccontano le Storie della vita di Maria del 1910.
Gli affreschi della cupola furono ridipinti da Enrico Scuri al termine del XIX secolo. L'altare maggiore è una delle poche opere realizzate da Giacomo Quarenghi e realizzato tra il 1797 il 1799 da Andrea Manni e Gian Giacomo Manni.
I campanili della chiesa ospitano dodici campane in scale sib2 maggiore. Di queste otto sono state fusa dalla ditta Ottolina di Seregno nel 1950. Le successive quattro sono state fuse dalla fonderia Allanconi nel 2006 e si presentano con le note in mi3, si3, do4 e re4. Il concerto termina con il campanone di sib2 maggiore.